# Клонкарри
Клонкарри (англ. Cloncurry) — небольшой город в северо-западной части австралийского штата Квинсленд, центр графства Клонкарри (англ. Cloncurry Shire). Население города по оценкам на 2006 год составляло примерно 2 400 человек, а население всего района — 3 400 человек (2008 год). Ближайший крупный город — Маунт-Айза (расположен в 100 километрах на западе).

## Климатический рекорд

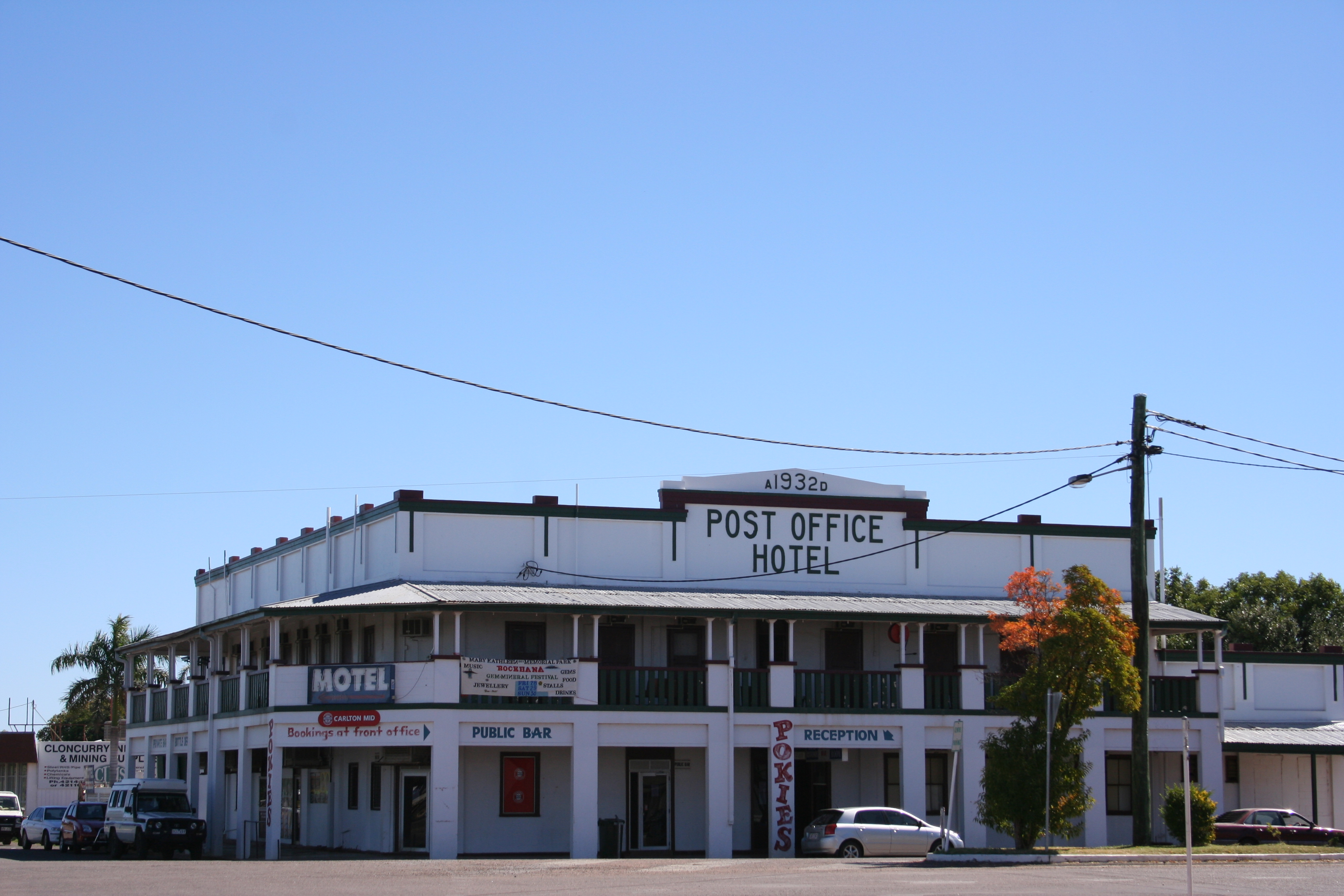
Отель в центре города Клонкарри

16 января 1989 г. в Клонкарри была зарегистрирована самая высокая температура в Австралии за всю историю наблюдений, равная +53,1 °C. Долгое время этот город считался рекордсменом по температуре Австралии. Однако, недавние исследования показали, что указанная величина была измерена с использованием нестандартного температурного экрана и не может быть принята как рекордная. Таким образом, наивысшая измеренная температура в Австралии и Южном полушарии относится к г. Однадатта и составляет 50,7 °C.